# Rybnicki
Rybnicki là một huyện thuộc tỉnh Śląskie của Ba Lan. Huyện có diện tích 224 km². Đến ngày 1 tháng 1 năm 2011, dân số của huyện là 74888 người và mật độ 335 người/km².